# Geox-TMC
La Geox-TMC, nota in precedenza come Saunier Duval, Scott, Fuji-Servetto e Footon-Servetto, era una squadra maschile spagnola di ciclismo su strada, attiva nel professionismo dal 2004 al 2011.
Diretta da Mauro Gianetti, la squadra ottenne i principali risultati con Leonardo Piepoli, Gilberto Simoni e Riccardo Riccò, tutti vincitori di tappe al Giro d'Italia nel triennio 2006-2008. Fu anche implicata in alcuni casi di doping: Iban Mayo al Tour de France 2007, Piepoli e Riccò al Tour de France 2008, e Juan José Cobo vincitore alla Vuelta a España 2011 ma privato del titolo ben otto anni dopo, nel 2019.

## Storia

### 2004-2005: le prime stagioni e l'ingresso nel ProTour
La Saunier Duval-Prodir nacque nel 2004 sotto la direzione degli ex professionisti Mauro Gianetti, Joxean Fernández e Vittorio Algeri, assistiti dal fratello di Vittorio, Pietro. Gianetti, Fernández e Vittorio Algeri l'anno precedente erano stati i direttori della Vini Caldirola, già co-sponsorizzata dal produttore di caldaie Saunier Duval. L'effettivo si componeva di 21 corridori, essenzialmente giovani spagnoli, ma anche corridori più esperti come lo svizzero Fabian Jeker e lo scalatore italiano Leonardo Piepoli.
Nella prima stagione di attività la Saunier Duval-Prodir ottenne importanti vittorie, soprattutto in corse a tappe come la Volta Ciclista a Catalunya (Miguel Ángel Martín Perdiguero) e la Setmana Catalana (Joaquim Rodríguez). Jeker vinse una tappa al Tour de Romandie e si piazzò secondo nella classifica generale, come anche al Tour de Suisse. Martín Perdiguero si impose anche nella Clásica San Sebastián, prova di Coppa del mondo, e alla prima partecipazione della squadra a un Grande Giro, la Vuelta a España 2004, Piepoli e Zaballa vinsero ciascuno una tappa.
Ammessa nel nuovo circuito ProTour nel 2005, la squadra ampliò il proprio organico. La partenza di Martín Perdiguero fu compensata dagli arrivi dello sprinter Ángel Edo, dello scalatore Juan Manuel Gárate, del giovane spagnolo José Ángel Gómez Marchante e degli esperti Íñigo Cuesta e Andrea Tafi, che in quella stagione corse la sua ultima gara, la Parigi-Roubaix. Le vittorie nelle corse a tappe furono più rare della stagione precedente: Gárate terminò quinto alla Vuelta a España, mentre Zaballa terzo alla Parigi-Nizza e vincitore, succedendo a Martín Perdiguero, nella Clásica San Sebastián. Juan Manuel Gárate e Marco Pinotti, infine, vinsero il proprio campionato nazionale, in linea e a cronometro rispettivamente.

### 2006-2008: le vittorie e i casi doping

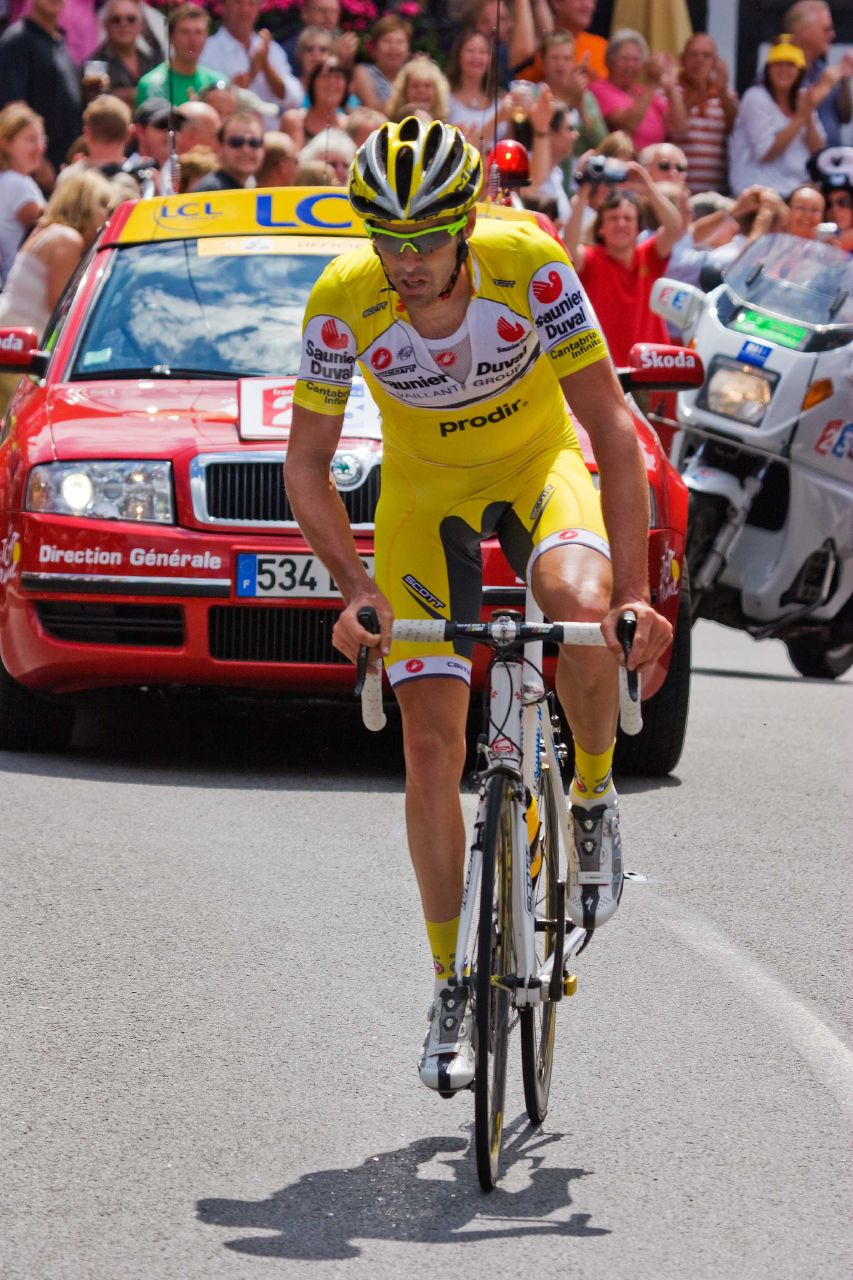
David Millar in azione nel 2007

Nel 2006 quasi la metà della squadra venne rinnovata, con gli addii di Rodríguez, Gárate, Zaballa e Chris Horner, gli arrivi tra gli altri del due volte vincitore del Giro Gilberto Simoni dalla Lampre-Caffita, di Luciano Pagliarini dalla Liquigas-Bianchi, di Koldo Gil dalla Liberty Seguros e di David Millar di rientro dalla squalifica, e il passaggio al professionismo del promettente Riccardo Riccò. I nuovi acquisti realizzarono buone performance: Simoni concluse terzo al Giro d'Italia, Gil s'impose nell'Euskal Bizikleta e Millar vinse la cronometro di Cuenca alla Vuelta a España. Al Giro d'Italia, inoltre, Piepoli vinse due tappe, sui traguardi alpini di La Thuile e Passo Furcia.
Nella stagione seguente altri importanti successi arrivarono ancora al Giro d'Italia: Simoni, Riccò, Piepoli e il nuovo arrivato Iban Mayo si aggiudicarono una frazione ciascuno; nella generale Simoni e Riccò chiusero quarto e sesto rispettivamente. David Millar realizzò poi una doppietta ai campionati britannici (fece sue sia la prova in linea che quella a cronometro), mentre Piepoli vinse una tappa alla Vuelta a España. Sorsero in quella stagione anche problemi di doping: in un controllo svolto durante il Tour de France (i risultati del test uscirono a Grande Boucle ormai conclusa) Iban Mayo risultò positivo all'EPO, venendo sospeso dal suo team. Le controanalisi svolte su un altro campione non riscontrarono positività, portando la Federciclismo spagnola a non prendere provvedimenti nei confronti del ciclista. Questa "non decisione", unita ad un'ulteriore positività riscontrata nelle controanalisi di dicembre, spinse l'Unione Ciclistica Internazionale a rivolgersi al Tribunale Arbitrale dello Sport di Losanna, che nell'agosto 2008 risolse l'impasse squalificando Mayo per due anni.
Per il 2008 il team prese il nome Saunier Duval-Scott. Riccardo Riccò fu grande protagonista al Giro d'Italia: fece sue due frazioni e la classifica giovani, e si piazzò secondo nella generale, a 1'57" dal vincitore, lo spagnolo Alberto Contador. Al seguente Tour de France la squadra fu ancora in evidenza nei primi dieci giorni di gara, con due successi di tappa di Riccò e uno di Piepoli. Il 17 luglio, però, altri problemi di doping colpirono il team: prima dell'inizio della dodicesima tappa di quella Grande Boucle uscì la notizia della positività al CERA proprio di Riccardo Riccò, in quel momento nono in classifica e in maglia a pois. Immediata conseguenza fu il ritiro in blocco della squadra dalla gara, e il licenziamento di Riccò e di Piepoli, quest'ultimo per "violazione del codice etico". Il 23 luglio, solo sei giorni dopo, la Saunier Duval annunciò il ritiro della sponsorizzazione. Scott mantenne invece i finanziamenti, e la squadra proseguì l'attività come Scott-American Beef partecipando alla Clásica San Sebastián e al Deutschland Tour, dove vinse la classifica a squadre. Non poté invece partecipare alla Vuelta a España, a causa dei problemi di doping. In ottobre venne confermata la positività al CERA anche di Piepoli, riscontrata durante il precedente Tour de France; i risultati di Piepoli e Riccò nella corsa francese furono revocati.

### 2009-2010: le nuove sponsorizzazioni
Nel 2009 giunsero nuovi sponsor, il telaista statunitense Fuji e alcune aziende italiane, tra cui Servetto, produttore di accessori per armadi, e TMC, produttore di trasformatori. La squadra assunse la denominazione Fuji-Servetto, mantenendo la licenza ProTour e integrando in rosa alcuni elementi come Daniele Nardello, Davide Viganò e l'ex biker Fredrik Kessiakoff. In stagione la squadra vinse una tappa al Tour de Romandie con Ricardo Serrano e partecipò al Giro d'Italia; venne poi esclusa dall'elenco delle squadre invitate al Tour de France, mentre fu riammessa in extremis alla Vuelta a España dal Tribunale Arbitrale dello Sport di Losanna. Proprio alla Vuelta Juan José Cobo diede al team il successo nella tappa di La Granja.
Nel 2010 la squadra mantenne la licenza ProTour e assunse la denominazione di Footon-Servetto, dal nuovo sponsor, il produttore di solette per scarpe Footon. La rosa venne quasi completamente rinnovata, con solo quattro conferme e gli arrivi dell'esperto Aitor Pérez e di alcuni giovani tra cui Manuel Cardoso, Rafael Valls, Fabio Felline e Matthias Brändle. Proprio Cardoso diede alla squadra l'unico successo in una gara del calendario mondiale, vincendo una tappa del Tour Down Under, mentre Felline fece suo il Circuit de Lorraine; la squadra partecipò comunque ai tre grandi giri.

### 2011: l'arrivo di Geox e la chiusura

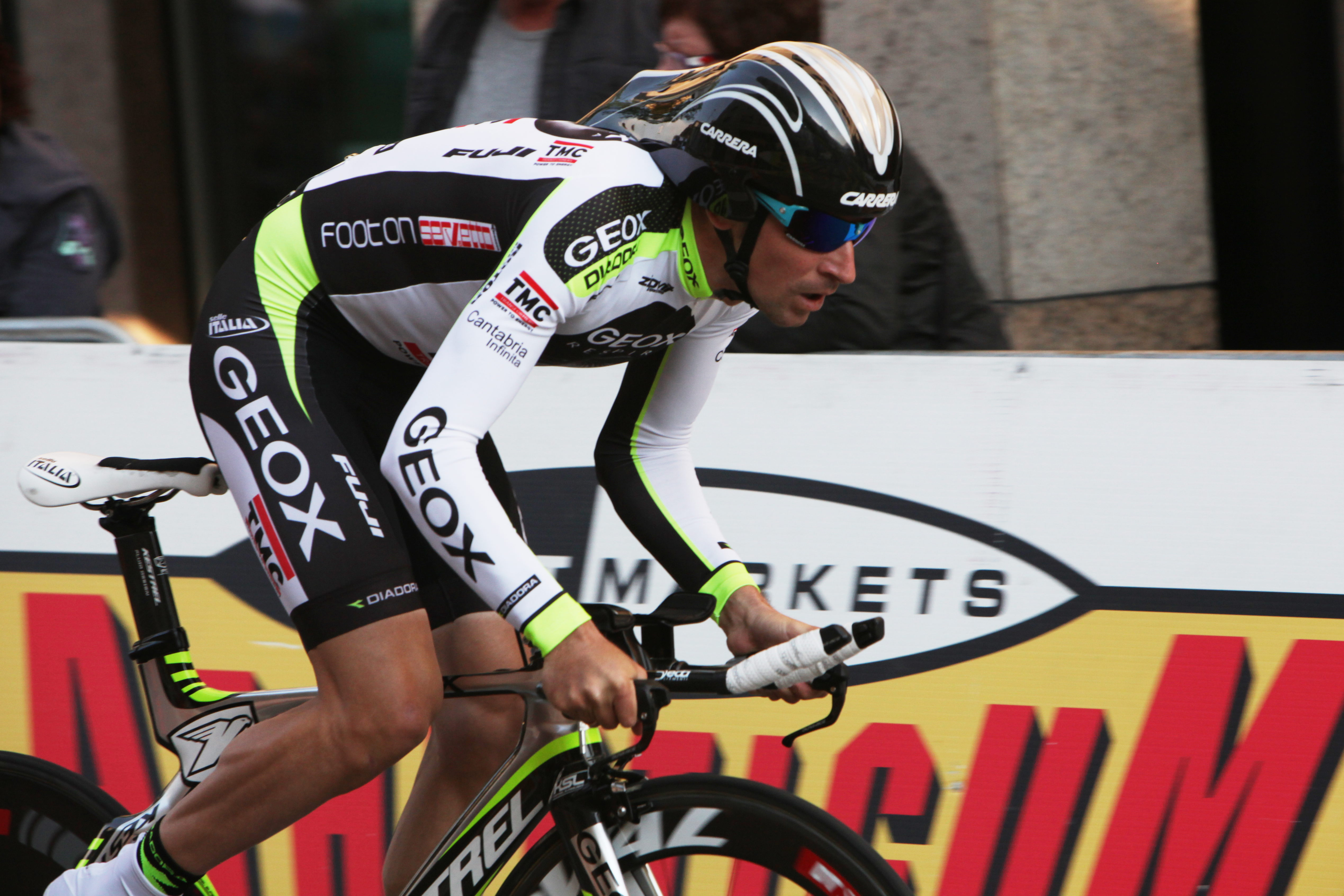
Denis Men'šov al Tour de Romandie 2011

Nel 2011 è un'altra azienda italiana, Geox, a rilevare la struttura societaria, affiancata dal co-sponsor TMC Transformers. La gestione della squadra è affidata ancora a Mauro Gianetti. Il primo ingaggio di rilievo del nuovo team è quello dello spagnolo Carlos Sastre, seguito dopo pochi giorni da quello di Denis Men'šov. Con il russo arrivano anche due suoi gregari, Dmitrij Kozončuk e Mauricio Ardila, insieme a Daniele Colli e David Blanco; ai due leader si affianca peraltro Marko Kump, vincitore del Giro delle Fiandre Under-23 2010. Con le conferme dall'organico della Footon di Valls, Arkaitz Durán, Noé Gianetti, Felline, Marco Corti e Brändle e gli ingaggi di Fabio Duarte, Matteo Pelucchi, Marko Kump, Marcel Wyss, la Geox si dà una chiara impronta giovanile. Seguono diversi altri ingaggi, David de la Fuente e Giampaolo Cheula, il neo-pro Tomas Alberio, Daniele Ratto, Juan José Cobo, David Gutiérrez Gutiérrez e Xavier Florencio.
In ottobre viene annunciata la creazione di un team satellite, Fuji Test Team, e una formazione femminile, la Diadora-Pasta Zara, e il rinnovo del rapporto con il telaista Fuji. In novembre arriva la notizia dell'esclusione della formazione italo-spagnola dall'elenco delle squadre con licenza UCI ProTeam, decisione che scatena la delusione di Gianetti e Fernández, dei due capitani Sastre e Men'šov e della stessa Geox. Ciò nonostante sponsorizzazione, rosa e direzione tecnica vengono confermati.
Dotata di una licenza da UCI Professional Continental Team per la stagione 2011, la squadra ottiene la sua prima vittoria grazie a Pelucchi nella Clásica de Almería. Per il resto della stagione gli uomini Geox riescono a fornire buone prestazioni solo raramente: al Giro d'Italia Men'šov non va oltre l'ottavo posto nella classifica generale, mentre Sastre è solo trentesimo. A causa delle sue deludenti prestazioni la squadra non viene invitata al Tour de France, mentre prende parte alla Vuelta a España. Qui Juan José Cobo, che avrebbe dovuto lavorare come gregario di Men'šov e Sastre, riesce sorprendentemente ad aggiudicarsi, oltre ad una tappa, anche la classifica generale della corsa, facendo della Geox la prima squadra della categoria Professional a vincere un Grande Giro. La formazione fa sua anche la classifica riservata alle squadre. La vittoria di Cobo verrà annullata nel luglio 2019 per irregolarità nel passaporto biologico del ciclista; gli verrà revocata anche la tappa vinta alla Vuelta 2009.
Nonostante il successo di Cobo, in ottobre la Geox annuncia di voler terminare la propria sponsorizzazione dopo solo un anno. Gianetti e il direttore sportivo Joxean Fernández si mettono alla spasmodica ricerca di nuovi finanziamenti, ma non ottengono risultati. Nel frattempo, vista la situazione, molti atleti preferiscono abbandonare la squadra: Sastre si ritira, Men'šov passa al Katusha Team e il fresco vincitore della Vuelta Cobo va al Movistar Team. Priva degli sponsor e dei suoi migliori corridori, la formazione viene quindi dismessa alla fine dell'anno.

## Cronistoria

### Annuario
| Anno | Codice | Nome                                                                        | Cat. | Biciclette | Dirigenza |
| ---- | ------ | --------------------------------------------------------------------------- | ---- | ---------- | --- |
| 2004 | SDV    | Saunier Duval-Prodir                                                        | GSI  | Scott      | Manager: Mauro Gianetti Dir. sportivi: Joxean Fernández, Matteo Algeri, Pietro Algeri, Vittorio Algeri                  |
| 2005 | SDV    | Saunier Duval-Prodir                                                        | PT   | Scott      | Manager: Mauro Gianetti Dir. sportivi: Joxean Fernández, Sabino Angoitia, Matteo Algeri, Pietro Algeri, Vittorio Algeri |
| 2006 | SDV    | Saunier Duval-Prodir                                                        | PT   | Scott      | Manager: Mauro Gianetti Dir. sportivi: Joxean Fernández, Sabino Angoitia, Matteo Algeri, Pietro Algeri                  |
| 2007 | SDV    | Saunier Duval-Prodir                                                        | PT   | Scott      | Manager: Mauro Gianetti Dir. sportivi: Joxean Fernández, Sabino Angoitia, Matteo Algeri, Pietro Algeri                  |
| 2008 | SDV    | Saunier Duval-Scott (fino al 23 luglio) Scott-American Beef (dal 24 luglio) | PT   | Scott      | Manager: Mauro Gianetti Dir. sportivi: Joxean Fernández, Sabino Angoitia, Matteo Algeri, Pietro Algeri                  |
| 2009 | FUJ    | Fuji-Servetto                                                               | PT   | Fuji       | Manager: Alvaro Crespi Dir. sportivi: Joxean Fernández, Sabino Angoitia, Stefano Zanini                                 |
| 2010 | FOT    | Footon-Servetto                                                             | PT   | Fuji       | Manager: Mauro Gianetti Dir. sportivi: Joxean Fernández, Sabino Angoitia, Daniele Nardello, Stefano Zanini              |
| 2011 | GEO    | Geox-TMC                                                                    | PCT  | Fuji       | Manager: Mauro Gianetti Dir. sportivi: Joxean Fernández, Sabino Angoitia, Daniele Nardello, Stefano Zanini              |

### Classifiche UCI
| Anno | Classifica | Pos. | Migliore cl. individuale      |
| ---- | ---------- | ---- | ----------------------------- |
| 2004 | GSI        | 14º  | M. Á. Martín Perdiguero (13º) |
| 2005 | ProTour    | 7º   | Constantino Zaballa (28º)     |
| 2006 | ProTour    | 9º   | José Á. Gómez Marchante (23º) |
| 2007 | ProTour    | 6º   | Riccardo Riccò (16º)          |
| 2008 | ProTour    | 5º   | Riccardo Riccò (42º)          |
| 2009 | World Cal. | 23º  | Juan José Cobo (72º)          |
| 2010 | World Cal. | 29º  | Manuel Cardoso (149º)         |

## Palmarès

### Grandi Giri
- Giro d'Italia

Partecipazioni: 8 (2004, 2005, 2006, 2007, 2008, 2009, 2010, 2011)
Vittorie di tappa: 8
2006: 2 (2 Leonardo Piepoli)
2007: 4 (Mayo, Piepoli, Riccò, Simoni)
2008: 2 (2 Riccardo Riccò)
Vittorie finali: 0
Altre classifiche: 2
2007: Scalatori (Leonardo Piepoli)
2008: Giovani (Riccardo Riccò)
- Tour de France

Partecipazioni: 6 (2004, 2005, 2006, 2007, 2008, 2010)
Vittorie di tappa: 0
Vittorie finali: 0
Altre classifiche: 0
- Vuelta a España

Partecipazioni: 7 (2004, 2005, 2006, 2007, 2009, 2010, 2011)
Vittorie di tappa: 5
2004: 2 (Leonardo Piepoli, Constantino Zaballa)
2006: 2 (David Millar, Francisco Ventoso)
2007: 1 (Leonardo Piepoli)
Vittorie finali: 0
Altre classifiche: 1
2011: Squadre

### Campionati nazionali
- Campionati spagnoli: 1

In linea: 2005 (Juan Manuel Gárate)
- Campionati britannici: 2

In linea: 2007 (David Millar)
Cronometro: 2007 (David Millar)
- Campionati italiani: 1

Cronometro: 2005 (Marco Pinotti)
- Campionati lettoni: 2

Cronometro: 2007, 2008 (Raivis Belohvoščiks)
- Campionati polacchi: 1

Cronometro: 2006 (Piotr Mazur)
- Campionati svizzeri: 1

In salita: 2007 (Rubens Bertogliati)